# Autoportrait dédié à Léon Trotski
Autoportrait dédié à Léon Trotski – ou Entre les rideaux – est un tableau de la peintre mexicaine Frida Kahlo réalisé en 1937. Cette peinture à l'huile sur Isorel est un autoportrait dans lequel l'artiste se représente en pied sur fond vert entre des rideaux blancs. Elle se figure revêtue d'un long châle brun avec dans les mains un bouquet de fleurs et un morceau de papier où est inscrite en espagnol une dédicace amoureuse au révolutionnaire russe Léon Trotski, avec lequel l'artiste a eu une brève liaison. Donnée par Clare Boothe Luce, l'œuvre est conservée depuis 1988 au National Museum of Women in the Arts, à Washington, aux États-Unis.